# سعر الصرف العائم

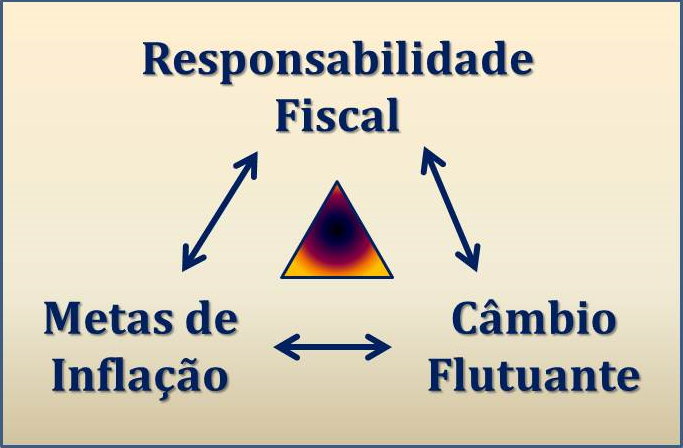

سعر الصرف العائم أو تعويم العملة هو سعر صرف العملة الذي طرأ عليه تعويم بحيث أصبح محرراً بشكل كامل، فلا تتدخل الحكومة أو المصرف المركزي في تحديده بشكل مباشر، وإنما يتم إفرازه تلقائيا في سوق العملات من خلال آلية العرض والطلب التي تسمح بتحديد سعر صرف العملة الوطنية مقابل العملات الأجنبية. وتتقلب أسعار صرف العملة العائمة باستمرار مع كل تغير يشهده العرض والطلب على العملات الأجنبية، حتى أنها يمكن أن تتغير عدة مرات في اليوم الواحد.
هناك تعريف آخر لتعويم العملة: هي ترك سعر صرف عملة دولة ما يتحدد وفقا لقوى العرض و الطلب في السوق النقدية، أي جعل سعر صرفها محرر بشكل كامل، بحيث لا تتدخل الحكومة أو المصرف المركزي في تحديده بشكل مباشر.

## أشكال التعويم
إما أن يكون التعويم خالصا أو يكون مُوجَّها:
- التعويم الخالص: يتم ترك تحديد سعر الصرف لقوى السوق وآلية العرض والطلب بشكل كامل، وتمتنع الدولة عن أي تدخل مباشر أو غير مباشر.
- التعويم المُوجَّه: يتم ترك تحديد سعر الصرف لقوى السوق وآلية العرض والطلب، لكن الدولة تتدخل (عبر مصرفها المركزي) حسب الحاجة من أجل توجيه أسعار الصرف في اتجاهات معينة من خلال التأثير في حجم العرض أو الطلب على العملات الأجنبية.[1]